# Batalla de Konya

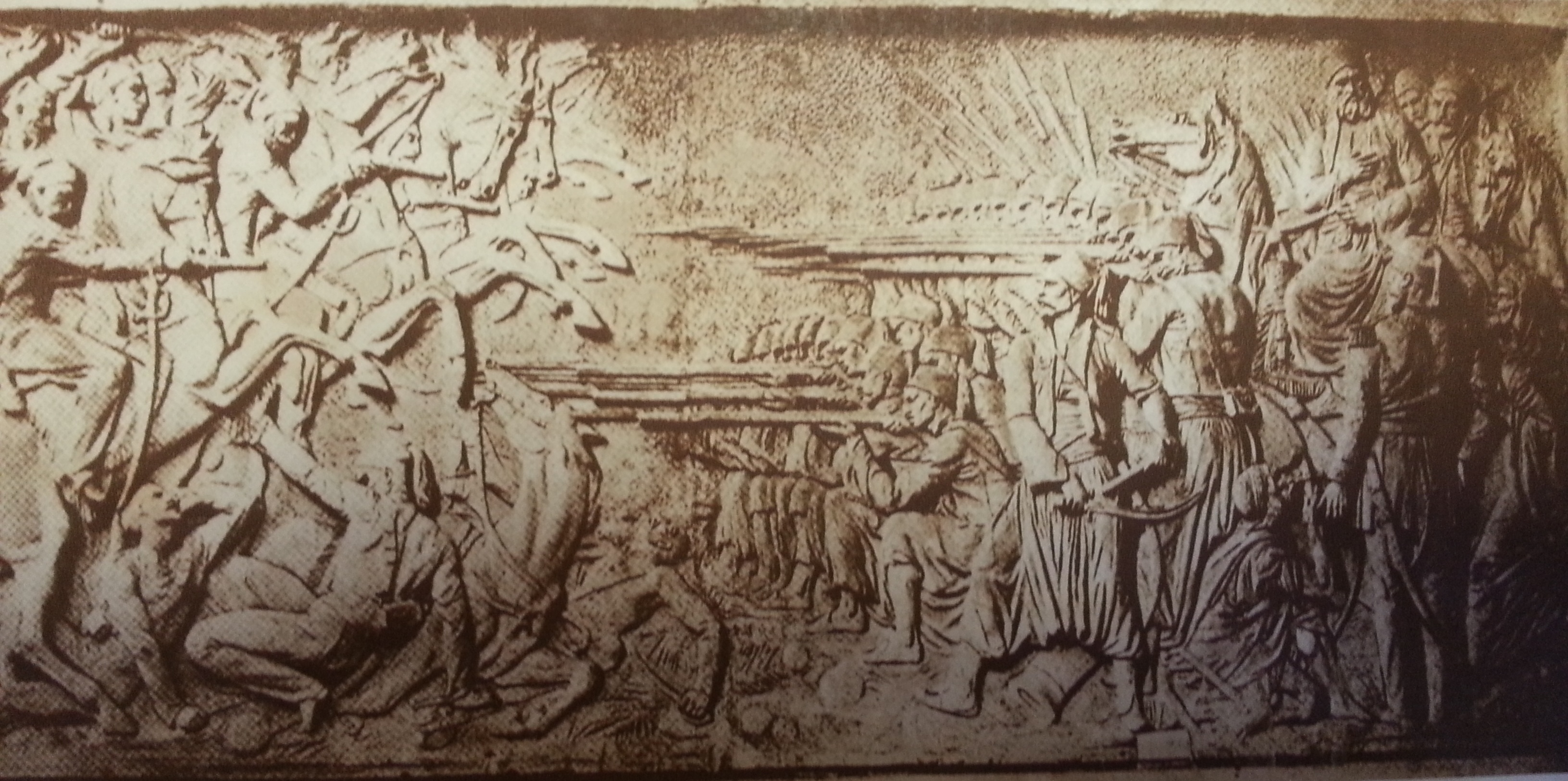
Ibrahim Pasha dirigent l'exercit egipci a la batalla de Konya

La batalla de Konya es va lliurar el 21 de desembre de 1832, entre Egipte i l'Imperi Otomà, als afores de la ciutat de Konya, a l'actual Turquia. Els egipcis estaven liderats per Ibrahim bajá, mentre que els otomans van ser liderats per Reşid Mehmed Pasha. Els egipcis en van sortir victoriosos.

## Preludi
La campanya d'Egipte per ocupar Síria va començar el 29 d'octubre de 1831, a partir de la primera guerra egipto-otomana. Dos exèrcits van sortir d'Egipte, un per terra comandat pel general Ibrahim Yakan, i l'altre per mar, desembarcant a Jaffa, comandat per Ibrahim bajá. Els egipcis van ocupar ràpidament Jerusalem i les regions costaneres de Palestina i el Líban, a excepció d'Acre, que tenia murs inexpugnables i una forta guarnició d'uns 3.000 combatents amb molta artilleria. Acre, sota comandament de l'otomà Paha Abdullah Elgazar, va resistir a un llarg i sagnant setge abans de caure finalment a mans dels egipcis el 27 de maig de 1832.
La batalla final de la campanya de 1831/1832, es va produir a Konya del 18 al 21 desembre de 1832. El 18 i 19 de desembre van tenir lloc diversos enfrontaments entre les avançades i exploradors dels dos exèrcits, i la batalla principal va tenir lloc el 21 de desembre.

## Exèrcits enemics
Forces egípcies: Ibrahim Pasha va ordenar un total de prop de 50.000 homes a tota la Gran Síria, incloent-hi reclutes sirians recents i al voltant de 7.000 auxiliars àrabs i irregulars. Les forces regulars es van organitzar en deu brigades d'infanteria, dotze brigades de cavalleria, l'artilleria i els enginyers. Gran part d'aquesta força es trobava fora del front, a les seves línies de subministrament, i només 27.000 tropes regulars estaven disponibles a la batalla de Konya. No obstant això, aquestes eren les més experimentades i disciplinades del seu exèrcit. A la batalla, Ibrahim tenia 20 batallons d'infanteria, 28 esquadrons de cavalleria, i 48 canons.
Forces otomanes: Reshid Pasha va comandar un exèrcit de 80.000 homes de diverses províncies otomanes, incloent-hi molts albanesos i bosnians. A la batalla, Reshid tenia un total de prop de 54.000 homes, dels quals uns 20.000 eren irregulars: 54 batallons d'infanteria, 28 esquadrons de cavalleria i 100 canons.

## Camp i ordre de la batalla
La batalla principal es va dur a terme el 21 de desembre de 1832, a la carretera de Konya-Constantinoble, just al nord de l'antiga ciutat emmurallada de Konya, que, al 1832, tenia una població d'aproximadament 20.000 habitants. El camp de batalla estava limitat a l'oest pels turons, i a l'est pels aiguamolls i pantans, amb un altiplà d'uns 3 km d'ample al mig. L'exèrcit egipci estava d'esquena a la ciutat i es va enfrontar al nord, i l'exèrcit otomà es va apropar des del nord a la carretera, amb orientació sud. El 21 de desembre va ser un dia de boira intensa.
L'exèrcit d'Ibrahim es va organitzar en tres files a cavall de la carretera. La primera fila va consistir en la 13a. i 18a. Brigades d'Infanteria, amb tres bateries d'artilleria sota el comandament de Selim Elmansterly. La segona fila, cinc-cents passos per darrere de la primera, va consistir en la 12a. i 14a. Brigades d'Infanteria, amb dues bateries d'artilleria sota comandament de Soliman Elfaransawy. La tercera fila, va consistir en la Brigada de Guàrdies i una bateria d'artilleria a la reserva, i la primera i segona Brigades de Cavalleria comandades per Selim bey. Ibrahim va posar dos batallons en formació quadrada als flancs per protegir-se d'un cèrcol.
L'exèrcit de Reshid es va organitzar en quatre files que avançaven a cavall del camí. Liderant l'avanç estaven dues brigades de cavalleria regular i la brigada de la Guàrdia d'Infanteria en la formació oberta. Anaven seguits per una segona fila de dues brigades de soldats d'infanteria i dues brigades de cavalleria, i després una tercera i quarta fila composta d'una brigada d'infanteria cadascuna. Un gran nombre d'irregulars formava per la part posterior. L'artilleria es va distribuir entre l'exèrcit.
Cap al migdia, l'artilleria otomana va avançar i va obrir foc quan les línies del front estaven aproximadament a uns 550 m. de distància. Amb la densa boira, el rang era irregular, i l'artilleria egípcia va provar el seu foc fins que van endevinar les posicions dels otomans pel so dels seus canons, i així van trobar el seu rang amb major precisió. Durant l'intercanvi d'artilleria, Ibrahim va avançar amb els seus exploradors a un pou a l'est de la carretera per estudiar les posicions otomanes. Durant una elevació momentània de la boira, es va adonar d'un buit en la formació otomana, entre la seva cavalleria i la infanteria en el seu flanc esquerre, cap a l'est. Va cridar ràpidament les seves reserves (la Brigada de la Guàrdia i les dues brigades de cavalleria) i personalment els va conduir a aquesta bretxa entre la carretera i els aiguamolls, causant confusió en el flanc esquerre otomà per aquest atac sobtat. Va atrapar part de la cavalleria enemiga, mentre la resta quedava dispersa en els pantans fruit de la boira. A mesura que el flanc esquerre otomà s'esfondrava, el gran visir Reshid Pasha s'hi va traslladar personalment, però en la confusió de la boira es va trobar envoltat pels egipcis i el van capturar. La captura del seu comandant suprem va aprofundir la confusió entre els otomans, i algunes unitats van perdre cohesió i trencaren files, com l'artilleria. La cavalleria egípcia va avançar al voltant del flanc esquerre de la rereguarda, envoltant les unitats ara desorganitzades i continuant una massacre incessant des de tres direccions: sud, est i nord. En caure la nit, el nou comandant otomà va aconseguir reunir a algunes unitats i va organitzar un contraatac desesperat des de l'occident contra el flanc esquerre egipci. L'intent, però va fracassar, ja que el centre egipci va girar per enfrontar-se a ells amb una andanada d'artilleria, i els restants otomans es van dispersar.

## Conseqüències
Konya va ser la major victòria d'Ibrahim. Va perdre 262 homes i va patir 530 ferits, mentre que els otomans van perdre 3.000 homes i més de 5.000 presoners, incloent-hi molts oficials d'alt rang, com Resid Mehmed Pasha. Els egipcis es van quedar en possessió del camp i van prendre 46 canons a un exèrcit otomà totalment dispers. Després de la batalla no va quedar res entre l'exèrcit d'Ibrahim i Constantinoble. La guerra va donar pas a la política, i el pare d'Ibrahim, Mehmet Alí es va reunir amb el sultan Mahmud I i amb les potències europees, i va acabar signant l'Acord de Pau de Kutahya a la Convenció de Kutahya, pel qual el sultà va cedir la major part de Síria a Mehmet Alí. Va cedir Egipte a la dinastia de Mehmet Alí en perpetuïtat, amb vassallatge nominal al sultà otomà, però amb independència de facto. Aquesta dinastia va acabar al juliol de 1952 amb l'abdicació del rei Faruq després del cop militar encapçalat pel coronel Gamal Abd el Nasser.
Com a colofó a Konya, cal afegir que, set anys després, el sultà otomà Mahmut va derogar la Pau de Kutahya i va atacar a les forces egípcies de nou, però va ser derrotat novament pels egipcis a la batalla de Nizib, a la frontera entre l'Imperi Otomà i Síria, el 24 de juny 1839.